# Octobre 1929

## Événements
- Carlo Rosselli fonde à Paris le mouvement Giustizia e Libertà.

- 1 octobre : après avoir été expulsés de Kandahar, Qalât, Jalalabad, Ourgoun (en) et Ghazni le mois précédent, les Saqqawistes fidèles au gouvernement rebelle d'Habibullah Kalakânî, sont désormais chassés de Gardêz.

- 3 octobre : 
  - Le royaume des Serbes, Croates et Slovènes devient le royaume de Yougoslavie.
  - Mort à Berlin de Gustav Stresemann.

- 4 octobre : les forces anti-Saqqawistes commandées par Mohammad Nadir Khan encerclent Kaboul, contrôlée par les Saqqawistes depuis le 17 janvier, et accessoirement leur dernier bastion à l'est du pays avec Tcharikar.

- 8 octobre :
  - création de la compagnie aérienne Cubana.
  - les forces anti-Saqqawistes pénètrent dans Kaboul par le nord.

- 12 octobre : signature de la convention de Varsovie, réglementant le transport international par aéronef.

- 13 octobre : Fin de la guerre civile afghane (en).

- 17 octobre : Mohammad Nadir Shah, l’oncle d’Amanullah est proclamée roi  d'Afghanistan, quelques jours après sa victoire contre les Saqqawistes.

- 19 octobre, France : les 154 membres du comité central du PCF sont inculpés pour complot contre la sécurité de l’État.

- 21 octobre : un avion transporte pour la première fois plus de 100 passagers. 169 personnes prennent place à bord d'un Dornier Do X allemand pour un vol d'agrément autour du lac de Constance.

- 22 octobre, France : chute du Président du Conseil Aristide Briand.

- 24 octobre : « Jeudi noir » à Wall Street.

- 29 octobre : « Mardi noir » à Wall Street (New York), marquant le début de la Grande Dépression des années 1930.

## Naissances
- 1er octobre : Jean Amadou, humoriste, écrivain, chroniqueur radio, chansonnier français († 23 octobre 2011).
- 2 octobre : Cesare Maestri, alpiniste italien († 19 janvier 2021).
- 5 octobre : Richard Gordon, astronaute américain († 6 novembre 2017).
- 8 octobre : Betty Boothroyd, politicienne britannique († 26 février 2023).
- 11 octobre : Raymond Moriyama, architecte canadien.
- 13 octobre : 
  - Walasse Ting, peintre chinois († 17 mai 2010).
  - Harold Bradley, acteur américain († 13 avril 2021).
- 14 octobre : Yvon Durelle, boxeur canadien († 6 janvier 2007).
- 17 octobre : Herman van Praag, psychiatre néerlandais.
- 18 octobre : Violeta Barrios de Chamorro, femme d'État nicaraguayenne († 14 juin 2025).
- 19 octobre : Luciano Ercoli, producteur, réalisateur et scénariste italien († 15 mars 2015).
- 21 octobre :
  - Pierre Bellemare, animateur et producteur français de radio et de télévision († 26 mai 2018).
  - Ursula K. Le Guin, écrivain américaine († 22 janvier 2018).
- 22 octobre : 
  - Lev Yachine, gardien de but soviétique († 21 mars 1990).
  - Jean-Robert Gauthier, politicien canadien († 10 décembre 2009).
- 24 octobre : George Crumb, compositeur américain († 6 février 2022).
- 26 octobre : Jean Blondel, professeur français († 25 décembre 2022).
- 28 octobre : 
  - Marcel Bozzuffi, acteur de cinéma né à Rennes († 1er février 1988).
  - Simone Weber, criminelle française († 11 avril 2024).
  - Joan Plowright, actrice britannique († 16 janvier 2025).
- 31 octobre :
  - Paul-Marie Guillaume, évêque catholique français, évêque émérite de Saint-Dié.
  - Bud Spencer, acteur italien († 27 juin 2016).

## Décès
- 1er octobre : Antoine Bourdelle, sculpteur français (° 1861).
- 3 octobre : Gustav Stresemann, homme politique et chancelier allemand (° 1878).
- 10 octobre : Elijah McCoy, inventeur canadien.
- 15 octobre : Léon Delacroix, homme d'État belge (° 27 décembre 1857).
- 28 octobre : Bernhard von Bülow homme politique et chancelier allemand (° 1849).